# Гутиев, Александр Дмитриевич
Александр Дмитриевич Гутиев (27 ноября 1878 года — после октября 1919 года) — полковник Русской императорской армии, герой Великой войны — кавалер  ордена святого Георгия IV-й степени.
Участник Гражданской войны в России, командир 2-го Осетинского конного полка Русской армии Юга России.

## Ранние годы
Родился 27 ноября 1878 года в Осетии — тогда Терская область — в осетинской дворянской семье узденей Гутиевых. Православный. Окончил полный курс Александровской миссионерской духовной семинарии и Тверское кавалерийское училище по 1-му разряду в 1906 году. Выпущен из училища корнетом в 18-й Северский драгунский полк 24 марта со старшинством 17 января того же года. С 1907 года — корнет 13-го Каргопольского драгунского полка 1-й бригады 5-й кавалерийской дивизии, в первый год – заведующий в полку оружием. В январе 1909 года — корнет 5-го Каргопольского драгунского полка. С 1 сентября 1910 года — поручик 5-го Каргопольского драгунского полка. Рано овдовел, имел трёх сыновей —  25 марта 1904, 20 сентября 1908 и 11 ноября 1912 годов рождения.

## Великая война
Участник Первой Мировой войны в составе Каргопольского 5-го драгунского полка. С 10 сентября 1914 года — штабс-ротмистр 5-го эскадрона Каргопольского драгунского полка со старшинством 17 января того же года.

### Георгиевский подвиг
При захвате нечётными эскадронами полка польского города Сандомира 1 сентября 1914 года поручик Гутиев во главе своего взвода первым "на штыках" ворвался в неприятельские пехотные окопы, после чего также "на штыках" первым ворвался в неприятельские артиллерийские окопы, переколов орудийную прислугу и прикрытие. Захватил и удерживал австрийскую шестиорудийную батарею, отбив все контратаки противника, вплоть до полного захвата полком города Сандомира, с изгнанием австрийцев за Вислу.
С 16 сентября 1914 года ротмистр Каргопольского драгунского полка за отличие при Сандомире – первый в полку кавалер ордена св. Георгия 4-й степени.
14 мая 1915 года — ротмистр, командир 5-го эскадрона. На 14 марта 1916 года — штаб-офицер Каргопольского 5-го драгунского полка, подполковник.
За личную храбрость и умелое командование вверенным ему подразделением в боях Великой войны награждён рядом орденов Российской Империи различных степеней с отличиями «за боевые подвиги».
С 1917 года — полковник Каргопольского 5-го драгунского полка.

## Гражданская война
Видный участник Белого Движения на Юге России. Командир 2-го Осетинского конного полка Русской армии Юга России в сентябре – октябре 1919 года. Дальнейшая судьба Александра Дмитриевича неизвестна.

## Награды
- орден Св. Георгия 4-й степени.[7]
- орден Св. Владимира 4-й степени с мечами и бантом за отличия против неприятеля[8]
- орден Св. Анны 4-й степени с надписью «За храбрость» за отличия против неприятеля[8]
- орден Св. Станислава 3-й степени с мечами и бантом.[9]